# ژاک بورله
ژاک بورله (فرانسوی: Jacques Beurlet‎; ۲۱ دسامبر ۱۹۴۴ – ۲۶ سپتامبر ۲۰۲۰) بازیکن فوتبال اهل بلژیک بود.
از باشگاه‌هایی که در آن بازی کرده‌است می‌توان به باشگاه فوتبال استاندارد لیژ و باشگاه فوتبال یونیون سنت ژیل اشاره کرد.
وی همچنین در تیم ملی فوتبال بلژیک بازی کرده‌است.